# Triplaris purdiae
Triplaris purdiae là một loài thực vật có hoa trong họ Rau răm. Loài này được Meisn. miêu tả khoa học đầu tiên.